# Molesta i kumple
Molesta i kumple – piąty album Molesty Ewenement. Od 18 września 2008 na stronie Fonografiki sprzedawana była limitowana edycja 2000 sztuk z autografami zespołu.
3 października 2008 album trafił do sprzedaży w całej Polsce. Reedycja albumu została wydana przez Def Jam Recording Poland.
Nagrania uzyskały status złotej płyty.

## Lista utworów
Opracowano na podstawie materiału źródłowego. 
| #  | Tytuł                  | Rap                   | Gościnnie           | Producent      | Scratche | Miksowanie          | Mastering          | Czas |
| -- | ---------------------- | --------------------- | ------------------- | -------------- | -------- | ------------------- | ------------------ | ---- |
| 1  | "Moi kumple - Intro"   | –                     | –                   | DJ. B          | –        | –                   | Grzegorz Piwkowski | 0:46 |
| 2  | "Nikt i nic"[A]        | Pelson, Vienio, Włodi | Wigor               | The Returners  | DJ. B    | Trojan              | Grzegorz Piwkowski | 3:41 |
| 3  | "Pakuj Mandzur - Skit" | –                     | –                   | –              | –        | –                   | Grzegorz Piwkowski | 0:08 |
| 4  | "Wszystko wporzo"      | Pelson, Włodi         | Miodu, Grizzlee     | Łukasz Mróz    | –        | Trojan              | Grzegorz Piwkowski | 3:52 |
| 5  | "Do utraty tchu"       | Pelson                | Eldo                | Szczur         | –        | Staszy Stasz Koźlik | Grzegorz Piwkowski | 3:30 |
| 6  | "Uwaga"                | Vienio                | O.S.T.R.            | Kołczi, Berson | –        | Staszy Stasz Koźlik | Grzegorz Piwkowski | 4:18 |
| 7  | "Mówię nie"            | Pelson, Włodi         | Pezet, Ten Typ Mes  | Szczur         | DJ. B    | Staszy Stasz Koźlik | Grzegorz Piwkowski | 5:00 |
| 8  | "Martwię się"          | Vienio                | Ero, Pablopavo      | Vienio         | –        | Staszy Stasz Koźlik | Grzegorz Piwkowski | 3:29 |
| 9  | "Poczta - Skit"        | –                     | –                   | –              | –        | –                   | Grzegorz Piwkowski | 0:27 |
| 10 | "Tu jest tak"          | Pelson, Włodi         | –                   | Kuba O.        | –        | Trojan              | Grzegorz Piwkowski | 4:43 |
| 11 | "Tych kilka..."        | Vienio                | Emil Blef           | Vienio         | DJ. B    | Staszy Stasz Koźlik | Grzegorz Piwkowski | 3:55 |
| 12 | "Kiedy śpisz"          | Włodi                 | Fu                  | DJ 600V        | –        | Staszy Stasz Koźlik | Grzegorz Piwkowski | 2:56 |
| 13 | "Czasem"[B]            | Pelson                | –                   | Szczur         | –        | Trojan              | Grzegorz Piwkowski | 3:43 |
| 14 | "Na wszelki wypadek"   | Vienio                | Emes                | Vienio         | DJ. B    | Staszy Stasz Koźlik | Grzegorz Piwkowski | 4:13 |
| 15 | "W szufladzie"         | Pelson, Włodi         | –                   | Głośny         | DJ Haem  | Trojan              | Grzegorz Piwkowski | 3:12 |
| 16 | "Inspiracje"           | Vienio                | Fisz, Kosi          | Vienio         | DJ. B    | Staszy Stasz Koźlik | Grzegorz Piwkowski | 4:56 |
| 17 | "Lubię się włóczyć"    | Pelson                | Pjus, Eldo, Olga S. | DJ Seb         | DJ. B    | Trojan              | Grzegorz Piwkowski | 4:16 |
| 18 | "DJ. B Track"          | –                     | –                   | DJ. B          | –        | Staszy Stasz Koźlik | Grzegorz Piwkowski | 2:35 |

Notatki
- A^ W utworze wykorzystano sample z piosenki "Want Ads" w wykonaniu zespołu Honey Cone[6].
- B^ W utworze wykorzystano sample z piosenki "Oficjalnie przy mikrofonie" w wykonaniu zespołu Warszafski Deszcz[6].